# مطار ماتسو بيغان
مطار ماتسو بيغان (بالصينية: 馬祖北竿機場)(إياتا: MFK، إيكاو: RCMT) هو مطار يقع في جزر ماتسو في تايوان. بني المطار في عام 1994 على جزيرة بيغان التابعة لبلدية بيغان.

## شركات الطيران والوجهات
| شركـات طيـران | الوجهات             |
| ------------- | ------------------- |
| Uni Air       | مطار تايبيه سونغشان |